# 이공이구세대
2029세대는 386세대를 지나 1970년해 후반에 출생하고 1990년대에 대학생활을 한 세대이다.
본격적으로 디지털 문화를 누린 세대이며 2018년 현재 취업과 결혼 등을 앞둔 연령대이다. 이들은 1980년대의 고도성장기를 거치며 가구당 2인 출산시대의 경제적인 혜택을 누리면서 자랐다. 단절, 자유, 개인으로 상징되며 개성이 뛰어나고 탈권위주의적이고 자유분방하며 개인을 사회보다 중요한 우선순위에 둔다. 자신과 자신의 느낌에 대해 당당하고 솔직하며, 취향이 분명하고, 개인적 자유를 소중하게 생각하며, 내가 좋은(하고 싶은) 것에 몰두하는 데서 행복을 느끼며, 내가 중요한 만큼 타인의 다양한 선택도 존중하는 경향이 있다. 경제력에서는 아직 약하지만 다양한 상품에 대한 관심이 높으며 특히 패션에 높은 관심을 보여 자신만의 스타일을 구축하려 노력한다. 
이들은 운동권세대의 끝자락에 걸려있고 취업에 임박해 IMF 사태를 맞아 어려움을 겪은 바 있다.